# Antrozoinae
Sous-famille
Les Antrozoinae sont une sous-famille de chauves-souris de la famille des Vespertilionidae.

## Liste des genres
Selon ITIS (7 août 2019) :
- genre Antrozous H. Allen, 1862
- genre Bauerus Van Gelder, 1959

## Publication originale
- (en) Gerrit Smith Miller, Jr, « Revision of the North American bats of the family Vespertilionidæ », North American Fauna, Washington, Inconnu, vol. 13,‎ 16 octobre 1897, p. 1-142 (ISSN 0078-1304 et 1944-4575, OCLC 1444066, DOI 10.3996/NAFA.13.0001, lire en ligne).